# نبرد تکامسه

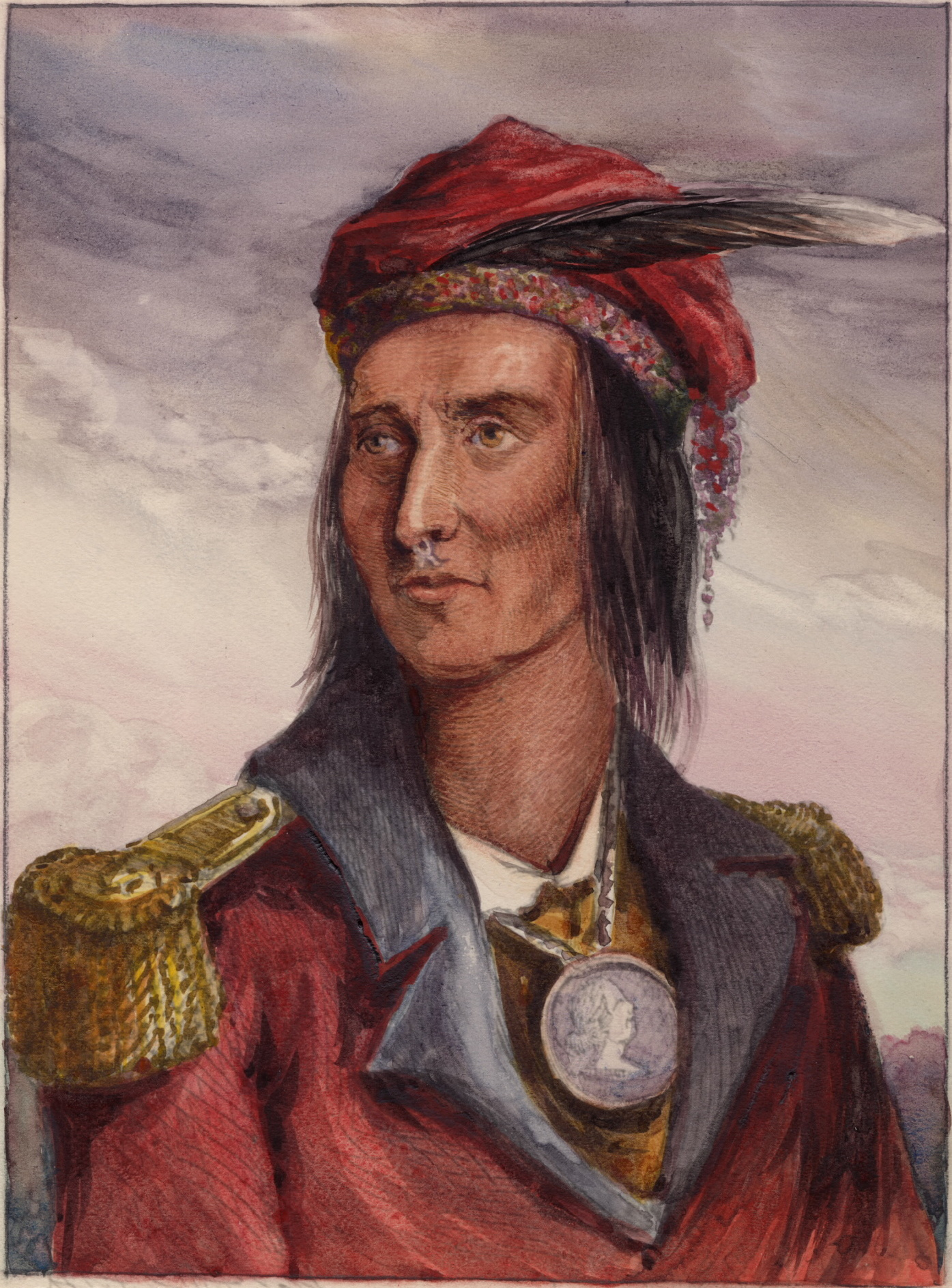
تکامسه, نقاشی از بنسون لوزینگ در ۱۸۴۸ بر اساس یک طراحی از سال ۱۸۰۸

نبرد تکامسه (انگلیسی: Tecumseh's War) یا شورش تکامسه، یک درگیری بین ارتش ایالات متحده و کنفدراسیون سرخ‌پوستان آمریکا به رهبری تکامسه، رئیس و رهبر قبیلهٔ شوونی در منطقه ایندیانا می‌باشد، اگر چه این جنگ اغلب اوقات تحت تاثیر موفقیت ویلیام هنری هریسون و پیروزی‌اش در نبرد تیپی‌کانو در ۱۸۱۱ بود اما نبرد تکامسه ادامه پیدا کرد و به جنگ سال ۱۸۱۲ کشیده شد که اغلب به عنوان بخشی از یک مبارزهٔ بزرگتر از آن یاد می‌شود، جنگ برای ۲ سال دیگر به طول انجامید، تا زمان سقوط به سال ۱۸۱۳، وقتی که تکامسه در نبرد تیمز توسط هنری هریسون در منطقه کانادای علیا (بالا) کشته شد.

## نگارخانه

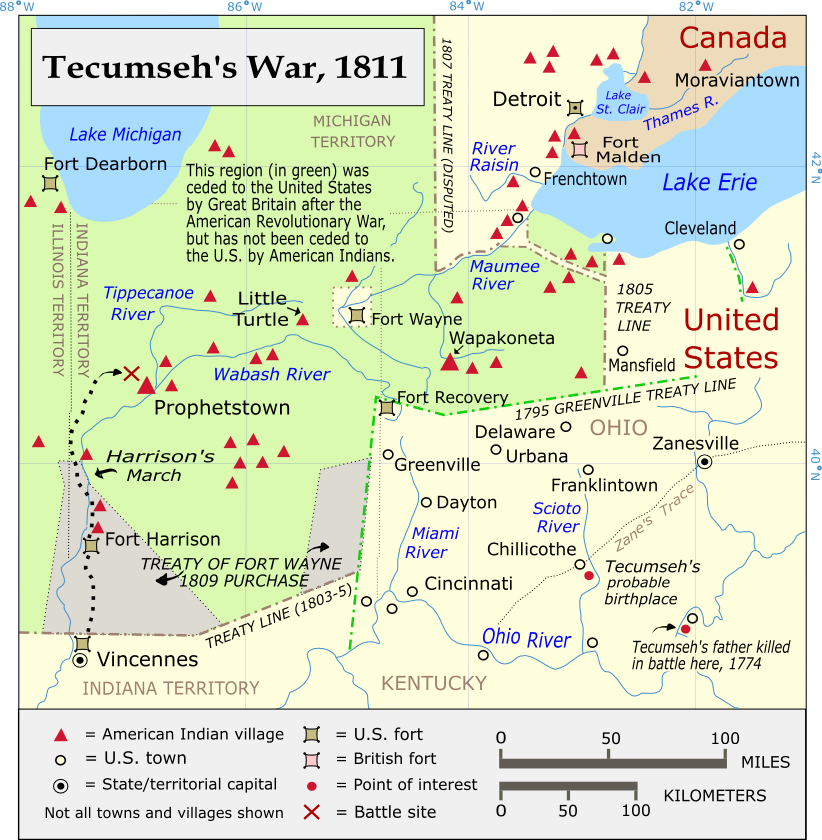
نقشه نبرد تکامسه